# Estación de Front Populaire
Front Populaire, de su nombre completo: Aubervilliers - Saint-Denis - Front Populaire, es una estación del metro de París situada al norte de la capital, entre las comunas de Saint-Denis y Aubervilliers. Fue inaugurada el 18 de diciembre de 2012. Fue a partir de esta fecha hasta el 31 de mayo de 2022, la terminal norte de la línea.

## Historia

### Debate sobre el nombre de la estación
Designada inicialmente como estación de Proudhon - Gardinoux (debido a la intersección de la calle Proudhon y Gardinoux bajo la cual se encuentra), su nombre definitivo dio lugar a un intenso debate.
- Algunas autoridades locales tras el fallecimiento del poeta francés Aimé Césaire mostraron su deseo de que alguna estación del metro de París llevara su nombre. El alcalde de Drancy propuso entonces que fuera esta la elegida,[3] pero la RATP, propietaria de la red, no lo vio con buenos ojos ya que según sus criterios prima que el nombre del barrio o de la calle se relacione con el de la propia estación.
- Otra opción planteada por los propios ayuntamientos en los que se encuentra el recinto fue Proudhon - Gardinoux - Place du Front Populaire que une a las calles Gardinoux y Proudhon el de la cercana plaza homónima.

Finalmente, el 9 de febrero de 2011, la estación recibió como nombre definitivo Front Populaire.

### Trabajos de construcción
Las obras se iniciaron el 25 de junio de 2008.
La estación fue construida por excavación a cielo abierto en tramos cerrados por paredes de tres metros de largo por tres metros de ancho que se iban levantando antes de iniciar la excavación en cada uno de los tramos. La profundidad alcanzada fue de 30 a 40 metros de los cuales 20 metros se dedicaron a garantizar una correcta estabilidad de los futuros cimientos de la estación. Esta forma de proceder es especialmente recomendable en terrenos permeables y húmedos. Así, entre 2008 y 2009 se levantaron más de 228 metros de paredes de hormingón.
A finales de 2009, las paredes de la estación y su primer nivel se completaron. El 15 de julio de 2010, la tuneladora "Elodie" responsable de la excavación del túnel de prolongación de la línea 12 llegó a la estación. Con el fin de facilitar su entrada en la zona se empleó una técnica de perforación sumergida inundando el recinto.
Los trabajos continuaron con la creación de los accesos y la colocación de una losa intermedia, para continuar en 2011 con los trabajos de construcción y equipamiento de la nueva estación.
Finalmente fue inaugurada el 18 de diciembre de 2012. Ese mismo día abrió sus puertas al público. Fue la terminal norte de la línea hasta el 31 de mayo de 2022, cuando se amplió hasta la estación de Mairie d'Aubervilliers.

## La estación

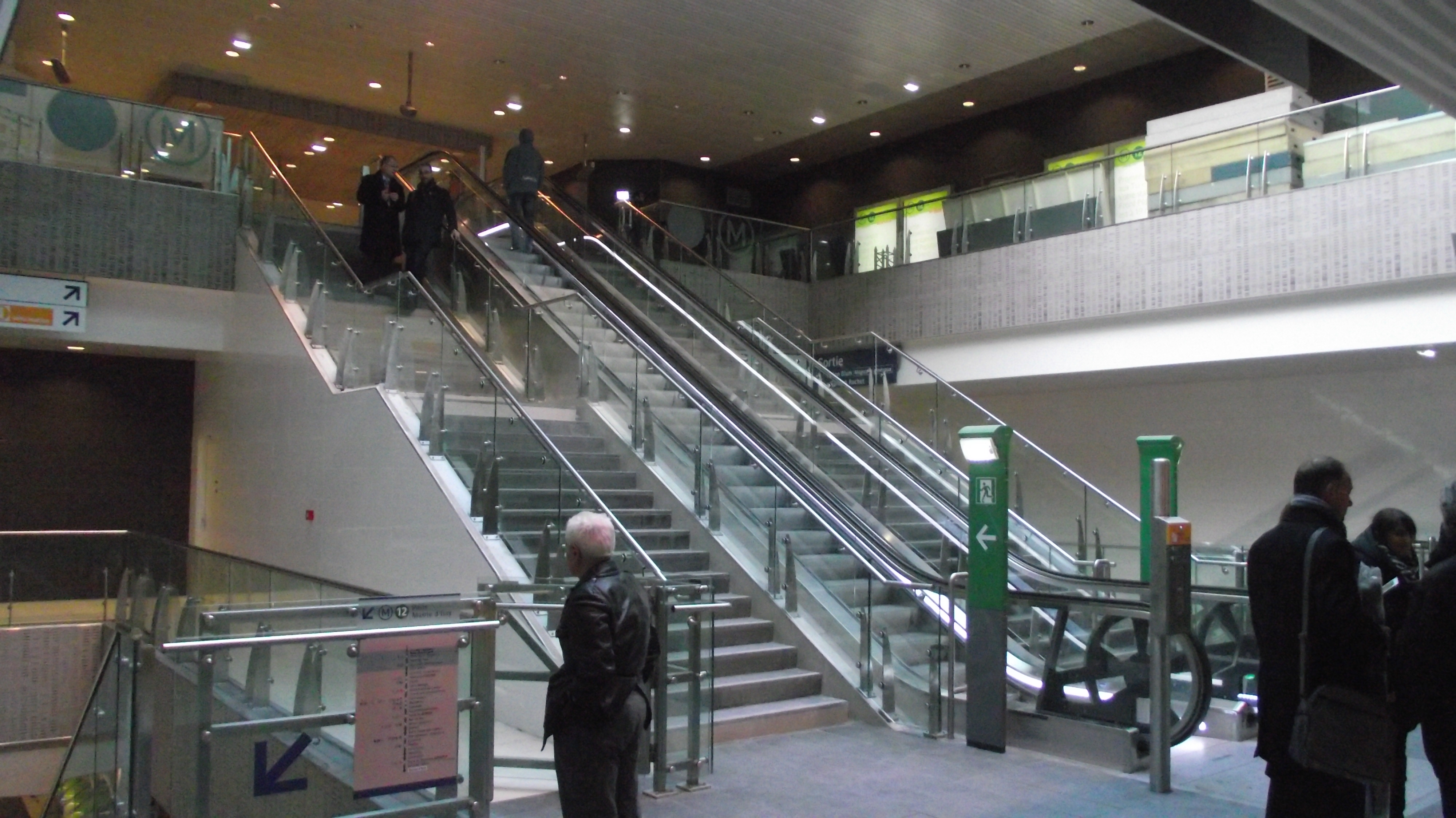
Escaleras y ascensores.

### Ubicación
Se encuentra en el corazón de la Plaine Saint-Denis, en el límite de las comunas de Saint-Denis (rue Proudhon) y Aubervilliers (Gardinoux calle) bajo la plaza Front Populaire. Está a 1,4 km de la antigua estación terminal Porte de la Chapelle a 20 m de profundidad. Da servicio a una antigua zona industrial en plena transformación que incluye zonas como el futuro Campus Condorcet, el Parc des Portes de Paris y un área de negocio controlada por el grupo Icade, con sus estudios de cine y televisión.

### El acceso
Cuenta con cuatro accesos algunos de ellos dotados con ascensor.

### Instalaciones
La estación está equipada con siete escaleras mecánicas y tres ascensores. Los andenes son accesibles para personas con movilidad reducida. Una gran vidriera permite iluminar una parte de la estación durante el día. Un sistema de bombas de calor se utiliza para aprovechar el calor constante del túnel (entre 10 °C y 14 °C) y convertirlo en aire acondicionado en verano y calefacción en invierno. Los muro pantalla que reposan en el subsuelo húmedo de la estación también son aprovechados para refrescar la misma y rebajar la temperatura ambiente.

## Conexiones
La estación dispone de conexiones con las líneas 139, 239 y 512 de la red de autobuses urbanos.